# Egry Levente
Egry Levente (művészneve: Levy T.) (Budapest, 1969. augusztus 21. –) magyar előadóművész, zeneszerző, producer, koncertzongorista. Az utolsó magyar gyémántlemez tulajdonosa (a kategória már nincs használatban).

## Életpályája

### Iskolái
1976–1983 között Budapesten, az Országos Zeneművészeti Szakközépiskolában zongorázni tanult. 1983–1987 között a budapesti Bartók Béla Zeneművészeti Szakközépiskola diákja volt, ahol folytatta zongora tanulmányait. 1987–1991 között a Liszt Ferenc Zeneakadémia Jazz Karán tanult Budapesten zongorát; itt Szakcsi Lakatos Béla, Binder Károly és Gonda János oktatta. 1991–1993 között a Liszt Ferenc Zeneakadémián is zongorán tanult.

### Pályafutása
1990–1993 között a Madách Színházban zongorázott, ugyanakkor a Nemzeti Színházban dolgozott zongoristaként. 1992-ben nagyzenekari és szimfonikus zenekari szerzeményével bekerült a Magyar Országos Dalfesztivál Top 10-es listájába. 1994-től szünetet tartott a klasszikus zongorával, és megalapította a Hip Hop Boyz nevű pop fiúegyüttest. 1993-tól a többszörös díjnyertes Hip Hop Boyz fiúegyüttes szövegírója, zeneszerzője, énekese és producere volt. Jelentős fesztiválokon lépett fel (MIDEM, Total Dance, Bravo Festival). Lemezeik Európa-szerte jelentek meg: Németországban, Hollandiában, Spanyolországban, Lengyelországban, Szlovákiában, Szlovéniában és Csehországban. 1999-ben adta ki első szólóalbumát. Miután 2000-ben a Magyar Rádió Szimfonikus Zenekarának klasszikus koncertsorozatát megrendezte, az Egyesült Államokba költözött, és szabadúszó producerként és dalszerzőként dolgozott Céline Dion, Anastacia és Tarkan társaságában. 2003-ban hazatért; számos pop projektet produkált, számos díjat és kritikai elismerést nyert. 2005-ben társalapítója volt az Artofonic Records-nak. 2005-től több mint 200 előadással vett részt a Hip Hop Boyz Retroshow-n Magyarországon és a környező országokban. 2006-ban kezdett dolgozni a entimental Piano Concert-en. 2006-ban társalapítója volt az Artofonic Kamarazenekarnak.

## Díjai
- 1993–2005 között számos arany-, platina- és gyémántlemez.
- 2003–2005 között Magyar popprojektek producere: az "Év lemeze", "Legjobb feltörekvő művész" és "Az év előadóművésze" díjak nyertese
- 1996 – Az Év Előadója, a Bravo-OTTO, az Arany Zsiráf (a "Magyar Grammy") és a Popcorn Magazin közönségdíja a Magyar Zenei Díjakon
- 1976–1991 között több országos zongoraverseny győztese

## Fordítás
- Ez a szócikk részben vagy egészben  a   Levente Egry című angol Wikipédia-szócikk ezen változatának fordításán alapul.  Az eredeti cikk szerkesztőit annak laptörténete sorolja fel. Ez a jelzés csupán a megfogalmazás eredetét és a szerzői jogokat jelzi, nem szolgál a cikkben szereplő információk forrásmegjelöléseként.